# IC 2715
IC 2715 је ознака објекта на координатама са ректансцензијом 11h 19m 14,3s и деклинацијом + 11° 57" 3'. Открио га је Макс Волф, 27. марта 1906. Каснијим посматрањима на том положају није уочен никакав астрономски објекат.